# 羅林普雷里 (印地安納州)
羅林普雷里（英語：Rolling Prairie）是位於美國印地安納州拉波特縣的一個人口普查指定地區。

## 人口
根據2010年美國人口普查的數據，羅林普雷里的面積為2.77平方千米，當中陸地面積為2.74平方千米，而水域面積為0.03平方千米。當地共有人口582人，而人口密度為每平方千米210.11人。